# Province de Santander
1850–1857
Entités précédentes :
- Province de Pamplona

Entités suivantes :
- État fédéral de Santander

La province de Santander était une entité administrative et politique de la république de Nouvelle-Grenade. Elle fut créée en 1850 et dissoute en 1857. Sa capitale était Cúcuta.

## Histoire
La province de Santander est créée via la loi du 17 avril 1850. Elle regroupe des territoires appartenant auparavant à la province de Pamplona. Son nom est un hommage au général Francisco de Paula Santander.
En 1857, la province de Santander intègre l'État fédéral de Santander.